# Сілвер-Лейк (Орегон)
Сілвер-Лейк (англ. Silver Lake) — переписна місцевість (CDP) в США, в окрузі Лейк штату Орегон. Населення — 159 осіб (2020).

## Географія
Сілвер-Лейк розташований за координатами 43°7′35″ пн. ш. 121°2′58″ зх. д. / 43.12639° пн. ш. 121.04944° зх. д. (43.126390, -121.049471).  За даними Бюро перепису населення США в 2010 році переписна місцевість мала площу 3,83 км², уся площа — суходіл.

## Демографія
Згідно з переписом 2010 року, у переписній місцевості мешкало 149 осіб у 72 домогосподарствах у складі 39 родин. Густота населення становила 39 осіб/км².  Було 101 помешкання (26/км²).
Расовий склад населення:
| - 96,6 % — білих - 0,7 % — корінних американців - 1,3 % — осіб інших рас |

До двох чи більше рас належало 1,3 %. Частка іспаномовних становила 2,0 % від усіх жителів.
За віковим діапазоном населення розподілялося таким чином: 22,1 % — особи молодші 18 років, 65,8 % — особи у віці 18—64 років, 12,1 % — особи у віці 65 років та старші. Медіана віку мешканця становила 46,5 року. На 100 осіб жіночої статі у переписній місцевості припадало 98,7 чоловіків;  на 100 жінок у віці від 18 років та старших — 93,3 чоловіків також старших 18 років.
Середній дохід на одне домашнє господарство  становив 58 350 доларів США (медіана — 54 643), а середній дохід на одну сім'ю — 61 703 долари (медіана — 67 721). 
Цивільне працевлаштоване населення становило 42 особи. Основні галузі зайнятості: будівництво — 66,7 %, сільське господарство, лісництво, риболовля — 16,7 %, роздрібна торгівля — 9,5 %, інформація — 7,1 %.